# 洲本市立洲本第一小学校
洲本市立洲本第一小学校（すもとしりつ すもとだいいちしょうがっこう）は、兵庫県洲本市宇山一丁目にある公立小学校。略称は「洲一小」（すいちしょう）、「第一」（だいいち）。

## 沿革
- 1887年（明治20年）5月22日 津名郡立高等小学校が設立されたが、制度改正により1892年（明治25年）3月に廃校。
- 廃校時の校長、原来太郎が任意団体「高等小学校学科研究会」を立ち上げ、生徒を会員にして授業を継続。
- 1892年（明治25年）10月4日津名郡立津名第一高等小学校発足に生徒を引き継ぎ、原来太郎が初代校長となる。以降、洲本高等小学校、洲本尋常高等小学校、洲本第一尋常高等小学校と改称。
- 1941年（昭和16年）4月 - 洲本第一国民学校に、1947年（昭和22年）4月 - 洲本市立洲本第一小学校に改称。

※1873年（明治6年）創立の洲本市立洲本第二小学校より後で開校しているのに「第一小学校」としているのは、第一高等小学校という校名で創立したことが所以。

## 校区
- 洲本川以北の潮地区（塩屋二丁目・三丁目、炬口一丁目、炬口、宇山一丁目 - 三丁目、宇山）と下加茂一丁目・二丁目、下加茂（119番地を除く）

## 通学区域が隣接している学校
- 洲本市立洲本第二小学校
- 洲本市立洲本第三小学校
- 洲本市立加茂小学校
- 洲本市立中川原小学校